# Faiz Ahmad Faiz
Faiz Ahmad Faiz (em urdu: فيض ١حمد فيض; Sialkot, 13 de fevereiro de 1911 - Lahore, 1984) foi um poeta paquistanês. Ele foi um dos escritores mais célebres da língua urdu no Paquistão. Fora da literatura, foi descrito como "um homem de larga experiência" tendo sido professor, oficial do exército, jornalista, sindicalista e radialista.
Faiz foi indicado ao Prêmio Nobel de Literatura e ganhou o Prêmio Lenin da Paz.

## Vida
Nascido em Punjab, Índia britânica, Faiz estudou no Government College e no Oriental College.  Ele passou a servir no Exército da Índia Britânica. Após a independência do Paquistão, Faiz tornou-se editor do The Pakistan Times e um dos principais membros do Partido Comunista antes de ser preso em 1951 como parte de uma suposta conspiração para derrubar o governo Liaquat e substituí-lo por um governo de esquerda.
 

Faiz foi libertado após quatro anos de prisão e tornou-se um membro notável do Movimento dos Escritores Progressistas e, eventualmente, um assessor da administração de Bhutto, antes de ser autoexilado para Beirute. Faiz era um marxista declarado e recebeu o Prêmio Lenin da Paz pela União Soviética em 1962. Seu trabalho continua influente na literatura e nas artes do Paquistão. A obra literária de Faiz foi postumamente homenageada publicamente quando o governo do Paquistão lhe conferiu o mais alto prêmio civil da nação, Nishan-e-Imtiaz, em 1990.